# Militærnægterforeningen
Militærnægterforeningen (Militær- og Nægterforeningen – MNF) blev stiftet 29. januar 1967 af bl.a. Steen Folke og arbejdede for mindre militær i Danmark og i resten af verden. Foreningens symbol var et fritsvævende mælkebøttefrø.
Militærnægterforeningen blev nedlagt med virkning fra 2010. Dette besluttede en generalforsamling i februar 2009. Grunden er, at foreningen havde for få medlemmer, ca. 80, hvoraf en halv snes var værnepligtige og resten en skare af antimilitarister og pacifister.

## Note
1. ↑  Det er slut for militærnægterne – Politiken.dk

## Ekstern henvisning
- Militærnægterforeningen
- Militær- og Nægterforeningen (MNF) Artikel om MNF på Leksikon.org